# Линде (река)
Линде (якут. Лииндэ) — река в Якутии, левый приток Лены.
Длина — 804 км, площадь бассейна — 20 000 км². Является 5-й по длине и 11-й по площади бассейна притоком Лены.

## Гидрография
Исток на востоке Среднесибирского плоскогорья. В верховьях порожистая, далее течёт по Центральноякутской низменности. Очень извилиста. Ширина реки в среднем течении составляет 60 м, в низовьях — до 100 м. Долина, по которой протекает река, скована вечной мерзлотой, там же встречаются термокарстовые котловины и бугры пучения. Днище долины заболочено, зарастает лиственничными и лиственнично-сосновыми лесами.

## Водный режим
Питание в основном снеговое и дождевое. Замерзает в начале октября. В верховье перемерзает. Вскрывается во второй половине мая.
Среднемноголетний расход воды в устье 100 м³/с (объём стока 3,156 км³/год, модуль стока 5 л/(с×км²)). Средняя мутность воды менее 25 г/м³. Вода среднеминерализованная, относится к гидрокарбонатному классу.

## Хозяйственное значение
В бассейне Линде открыты месторождения железных и полимерных руд, каменного угля, природного газа, алмазов, золота, слюды.
Постоянных поселений в бассейне реки нет.

## Притоки
Объекты перечислены по порядку от устья к истоку.
- 38 км: река без названия
- 69 км: Делинде
- 71 км: Кюёртююр
- 108 км: река без названия
- 116 км: Бэкэтии
- 123 км: Аччыгый-Сиикэй
- 126 км: Сиикэй
- 140 км: река без названия
- 160 км: Уркакыт
- 170 км: Бэстээх
- 227 км: река без названия
- 242 км: река без названия
- 255 км: Бёрёнгдё
- 276 км: Ёнёр-Юрэх
- 279 км: Батыы-Юрэгэ
- 309 км: Оргоот
- 322 км: Мугурдаах-Юрэгэ
- 332 км: Кынгыр-Аппата
- 367 км: Сюгэ-Сэрдээх-Юрэгэ
- 372 км: Солондокуут
- 395 км: Ынахсыт
- 398 км: река без названия
- 403 км: река без названия
- 419 км: Мюлюрэ
- 438 км: Сюедюнгде-Сээнэ
- 441 км: река без названия
- 458 км: река без названия
- 464 км: река без названия
- 468 км: Бургунда
- 472 км: Бадараннаах
- 490 км: Ченгчего-Юрэгэ
- 498 км: река без названия
- 500 км: река без названия
- 505 км: река без названия
- 516 км: Амытый
- 530 км: Балаганнаах
- 553 км: Югэ-Туоруктаах
- 558 км: Курунг-Юрэх-Улахана
- 559 км: Ого-Унгуохтаах
- 576 км: Ангхой-Юрэх
- 578 км: Серки
- 602 км: Логумаар
- 604 км: Кырамта
- 625 км: Аллараа-Салаа
- 629 км: Тонгуулаах
- 647 км: Эйми
- 656 км: Аттыр-Муостаах
- 662 км: Кюёллээх
- 676 км: Усунтай-Сордонноох
- 682 км: Курунг-Юрях
- 684 км: Себирдех
- 712 км: Лусумаар
- 742 км: Даалдын
- 770 км: Могой-Даалдын

## Данные водного реестра
По данным государственного водного реестра России и геоинформационной системы водохозяйственного районирования территории РФ, подготовленной Федеральным агентством водных ресурсов:
- Бассейновый округ — Ленский
- Речной бассейн — Лена
- Речной подбассейн — Лена ниже впадения Вилюя до устья
- Водохозяйственный участок — Лена от впадения Вилюя до водомерного поста гидрометеорологической станции Джарджан[2]. Код — 18030900112117500002823[2].